# Bradley (Carolina del Sur)
Bradley es un lugar designado por el censo ubicado en el condado de Greenwood, en el estado estadounidense de Carolina del Sur. La localidad en el año 2000 tiene una población de 171 habitantes en una superficie de 20.3 km², con una densidad poblacional de 8.4 personas por km². 

## Geografía
Bradley se encuentra ubicado en las coordenadas 34°02′50″N 82°14′36″O / 34.047152, -82.243369. Según la Oficina del Censo, el pueblo tiene un área total de 20,3 km² (7,8 mi²), de la cual 20,3 km² (7,8 mi²) es tierra y 0 km² (0 mi²) (0.0%) es agua.

### Localidades adyacentes
El siguiente diagrama muestra a las localidades en un radio de 20 kilómetros (12,4 mi) de Bradley.

## Demografía
En el 2000 la renta per cápita promedia del hogar era de $43.542, y el ingreso promedio para una familia era de $45.000. El ingreso per cápita para la localidad era de $15.225. En 2000 los hombres tenían un ingreso per cápita de $21.875 contra $26.786 para las mujeres. Alrededor del 9.70% de la población estaba bajo el umbral de pobreza nacional. 